# ニュージーランド手話
ニュージーランド手話（ニュージーランドしゅわ、英語: New Zealand Sign Language、略称: NZSL、マオリ語: Te Reo Turi）はニュージーランドの聴覚障害者コミュニティの主な言語である。2006年4月にニュージーランド手話法2006の下でニュージーランドの公用語となった。この法律の目的は、法制度全体を通じてNZSLの使用に権利と義務を生み出し、ろう者コミュニティが他の人々と同じように政府の情報やサービスにアクセスできるようにすることだった。2013年の国勢調査によると、2万人以上のニュージーランド人がNZSLを話している。 
ニュージーランド手話の起源はイギリス手話 （BSL）であり、専門的にはイギリス、オーストラリア、ニュージーランドの手話 （BANZSL）の方言と見なされる場合がある。アメリカ手話に33%のNZSLのサインが見られるのと比較して、イギリス手話とNZSLには62.5％の類似点が見られる。 
他の自然な手話のように、それは話された言語か書かれた言語への言語的な関係なしに、ろう者によってそしてろう者のために考案された。 
NZSLはBSL（イギリス手話）およびAuslan （オーストラリア手話）と同じ両手の指文字を使っている。 
手話や顔の動きと一緒に使う唇のパターンがBSLよりも多く、ニュージーランドの聴覚障害者に対する口話教育の歴史を反映している。その語彙には、マラエやタンギ(葬式)といったマオリの概念とニュージーランドの地名の手振りが含まれている。(例:ロトルア-泥溜り、ウェリントン-「W」と強いそよ風、オークランド-スカイタワー、クライストチャーチ-2つのCで、ChChを表している。)

## 歴史
ニュージーランドへの最初の非ポリネシア系の移民はイギリスからであり、そして聴覚障害者の人々は彼らと共にイギリス手話をもたらした。最初に手話の教師として知られたのはドーカス・ミッチェル(Dorcas Mitchell)で、1868年から1877年までLyttelton港のCharteris湾で一家の子供たちを教え、1877年までに42人の生徒を教えた。 
1878年、キリスト教会の南東にあるサムナーに初めて聾学校(当時はサムナー・ディア・ダム・インスティテュートと呼ばれていた)が開かれたときにミッチェルは校長に応募し不合格となった。その代わりに、1880年のミラノ聴覚障害教育者会議(耳の不自由な人は誰も招かれなかった)において、教えることは口頭のみであるべきであり、手話は禁止されるべきだということに同意したGerrit Van Aschのもとに行った。(彼は手話が話せる生徒を認めようとすらしなかったので、たった14人しか認められなかった。)これは1979年まで同校の方針であったが、1950年代に製作された同校のドキュメンタリー映画には手話は登場しない。1940年と1958年に開校したティティランギ校とケルストン校でも同様の方針が維持された。 
驚くことではないが、子どもたちは密かに、そして学校を卒業した後に手話を使い、100年以上もの間、大人の介入なしに、イギリス手話からNZSLを発展させた。NZSLの主な避難所は、主要なセンターの聴覚障害者クラブだった。1979年、サムナー学校で「トータルコミュニケーション」(「機能するものは何でも使用する」原理)が採択されたが、そこで使われていた手話は、人工的に手話で表現した英語の「オーストラリア手話」だった。その結果、若い手話の話者はNZSLで多くのオーストラリア手話の表現を使い、伝統的なNZSLを「古い手話」と呼ぶ人もいるほどである。NZSLは1994年に採用され、教えられるようになった。 
1985年、Marianne Ahlgrenはヴィクトリア大学ウェリントン校の博士論文の中で、NZSLは十分に成熟した言語であり、多くの動作による語彙と一貫した文法空間を持つことを証明した。 
ニュージーランド手話教師協会(NZSLTA-以前はニュージーランド手話指導者協会として知られていた)が1992年に設立され、その後の数年間で、NZSLの成人教育の授業がいくつかのセンターで始まった。1997年にはヴィクトリア大学ウェリントン校で聴覚障害者のための学習プログラムCertificate in Deaf Studiesが始まり、実際にNZSLで指導を行っている。このプログラムは聴覚障害者にNZSLを広く一般に教えるためのものである。また1992年には、オークランド工科大学に通訳者の養成プログラムが設置された。このプログラムは最初、Rachel Locker McKee博士(聴者)とDavid McKee博士(聴覚障害者)によって指導・監督されていたが、より安全で専門的な通訳サービスの必要性を認識していたニュージーランド聴覚障害者コミュニティやその他の人々によるロビー活動のおかげで実現した。早くも1984年には、手話通訳者の必要性を判断するためのさらなる研究への支援を求めた。1985年の一回限りのコースランを除き、ニュージーランドで資格のある専門訓練プログラムが提供されたのはこれが初めてであった。プロのNZSL通訳者として仕事をしている人たちの多くは、NZSLTAのメンバーが教えるNZSLコミュニティクラスでNZSLを始めた。 
NZSLの認識に向けた重要な一歩は、1998年にヴィクトリア大学ウェリントンとニュージーランド聴覚障害者協会が発表した包括的なNZSL辞書である。そこには、4000ほどの記号(これは同じ数の英単語よりも多くの意味に対応している)が収録されている。これらの記号は、英語の意味ではなく手形順にソートされ、Hamburg Notational System HamNoSys (HamNoSys) にコード化されているほか、絵画的にも分類されている。2011年、ビクトリア大学は1998年の原著に基づいてOnline Dictionary of New Zealand Sign Languageを開始した。この中には各標識のビデオクリップに例が示され、記号の特徴(手の形、位置など)や英語のグロスに基づいて標識を検索する機能が備わっている。 
TVNZは、NZSLで解説した毎週のニュース番組「ニュース・レビュー」を数年前から放送していたが、難聴者と聴覚障碍者を対象にした合同調査で字幕付き番組が大多数を占めたため、1993年に中止された。多くの聴覚障がい者は、調査によって自分たちが誤解されたと感じている。それ以来、NZSLには通常の番組はない。 
2012年8月から2013年8月にかけて、人権委員会はニュージーランド手話(NZSL)の利用と促進に関する調査を実施した。調査は、調査の3つの付託事項に関して、主要な政府機関と聴覚障害者コミュニティとの協働に焦点を当てている。1) 聴覚障害者と潜在的な利用者がNZSLの教育を受ける権利、2) NZSLのコミュニケーション、情報とサービスにアクセスするための聴覚障害者とその他の潜在的な利用者の権利、および専門的なNZSL通訳サービスとその他のNZSLサービスと資源の提供を通じた表現と意見の自由の権利。3) NZSLのニュージーランド公用語としての普及・維持。調査の完全な報告書である 「署名する権利の新時代」 は、2013年9月3日、障がい者問題担当大臣タリアナ・トゥリアによって議会で発表された。

## 公用語としての地位
NZSLは、2006年4月11日に英語とマオリ語に次いで、ニュージーランドで3番目の公用語となった。これを承認するための議会法案は、2006年4月6日に第三読会を通過した。2004年6月22日の第一読会では、すべての政党の支持を得た。それは司法選挙委員会に付託され、2005年7月18日に下院に報告された。第二読会は、政府がNZSLに資金を提供しなかったため、ACT党だけが反対して、2006年2月23日に119対2で可決され、2006年4月6日に同じ票差で第三読会を通過した。この法案は2006年4月10日に国王裁可を得て、翌日に成立した。 
NZSLを有効な教授言語として使用することは、政府、聴覚障害者の教師の協会、そして多くの親たちによって常に受け入れられてきたわけではない。しかし、言語としての妥当性に関する多くの研究と、聴覚障害を持つ成人、聴覚障害児の親(聴覚と聴覚障害の両方)、および教育活動家による多くのアドボカシーを考慮して、NZSLは1994年以来、英語と並んで、公立学校(ケルストン聴覚障害教育センターおよびヴァン・アッシュ聴覚障害教育センターを含む)で使われるバイリンガル/バイカルチュラル方式の一部になっている。ヴィクトリア大学ウェリントン校はニュージーランド手話に関するコースを持っているが、まだ主なプログラムを開発していない。AUTはNZSLの通訳のための学士課程を持っている。

## 変種
ニュージーランド手話における語彙の違いは、ニュージーランドのの5つの聾学校を取り巻く学生コミュニティを通じて大きく発展してきた。 
- ヴァンアッシュ聴覚障害者教育センター （Van Asch Deaf Education Centre, 旧Sumner School for the Deaf）、1880年開校（クライストチャーチ）
- 聖ドミニク聾学校 (St Dominic's School for the Deaf) は、1944年にウェリントンに開校し、1953年にフィールディングに移動した
- ティティランギ聾学校 (Titirangi School for the Deaf) は1942年に開校し、1959年末に閉校した（ケルストンで授業が始まったとき、ティティランギは寄宿舎になった）
- マウントウェリントン聾学校 (Mt Wellington School for the Deaf) は1952年に開校し（ティティランギが満員になったため）、1959年の終わりに閉鎖された。
- 1958年に開校したケルストン聾学校 (Kelston School for the Deaf, オークランド) は、1991年にケルストン聴覚障害者教育センター (Kelston Deaf Education Centre) に名前が変更された。